# Orchis élevé
Dactylorhiza elata
Espèce
Classification phylogénétique
Statut de conservation UICN

 NT  : Quasi menacé
Statut CITES
L'Orchis élevé ou Dactylorhize des Charentes (Dactylorhiza elata) est une espèce européenne d'orchidées.

## Description
L'orchis élevé est une très grande orchidée qui peut atteindre ou dépasser 1 mètre de haut.
Les feuilles sont ovales, oblongues ou lancéolées.
Les fleurs constituent un épi rose tirant sur le violet.